# Flugplatz Torsby

i7
i11
i13
Der Flugplatz Torsby (schwedisch Torsby flygplats; IATA-Code: TYF, ICAO-Code: ESST) ist ein öffentlicher Flugplatz, 3 km nördlich von Torsby in der schwedischen Provinz Värmland entfernt.

## Flugplatzdaten
Der Flugplatz hat eine Asphaltpiste mit 1590 m Länge und 30 m Breite. Die Seehöhe beträgt 120 m.

## Geschichte
Der Flughafen wurde in den 1950er Jahren vom Torsby Flygklubb erbaut und verfügte damals nur über eine Graslandebahn. In den 1960er Jahren wurde die Landebahn zunächst mit Beleuchtung versehen und später auch der Rollweg asphaltiert. Im Jahre 1970 genehmigte die Zivilluftfahrtbehörde den Flugplatz Torsby Fryklanda als individuellen Verkehrsflughafen.
Im Jahre 1971 wurde die Landebahn auf eine Länge von 1230 Metern verlängert, einschließlich hochintensiver Landebahnbeleuchtung, und 1972 eröffnet. Zwischen 1981 und 1984 wurde diese nochmals auf eine Länge von 1420 m erweitert.
Im Jahr 1993 startete Värmlandflyg eine Linienverbindung Torsby – Hagfors – Stockholm/Arlanda mit einer 13 Passagiere fassenden Beechcraft 200. Im Jahr 1994 gab es 3000 Flugbewegungen und 1995 wurden 6712 Passagiere transportiert. Ab 1997 setzte Värmlandflyg eine Beechcraft 1900 ein.
Im Jahre 1998 beschloss die Flughafenbehörde, Vorschläge für die Planung und Umweltprüfung des Flugplatzes vorzubereiten und das Parlament im Sommer über eine verstärkte finanzielle Unterstützung der kommunalen Flughäfen. Im Jahr 1999 wurde der gesamte Jet-Verkehr verboten, da sich die Landebahn in einem schlechten Zustand befand; der Flughafen wurde unter Verwaltung der Gemeinde gestellt. Im Sommer des folgenden Jahres wurden umfangreiche Belagarbeiten an der Landebahn vorgenommen. Erst im Oktober 2005 wurde der Flughafen wiedereröffnet.
Der Flugplatz wurde im Jahr 2002 von Rikstrafiken, einer Bundesbehörde übernommen. Diese vergab den Verkehr auf der Arlanda-Route an Nextjet, die bis 2008 die Route flog.
Die niederländische Fluggesellschaft AIS Airlines flog zwischen 2015 und 2018 die Route  Torsby – Hagfors – Arland. Danach verblieb nur die Winterverbindung von Braathens vom Flughafen Ängelholm-Helsingborg.
AIS Airlines nahm 2021 den Linienbetrieb Torsby – Hagfors – Arland wieder auf.

## Flugbetrieb
Im Jahr 2022 wurden  1642 Passagiere transportiert und 474 Flugbewegungen wurden durchgeführt.